# Krodelbrunnen

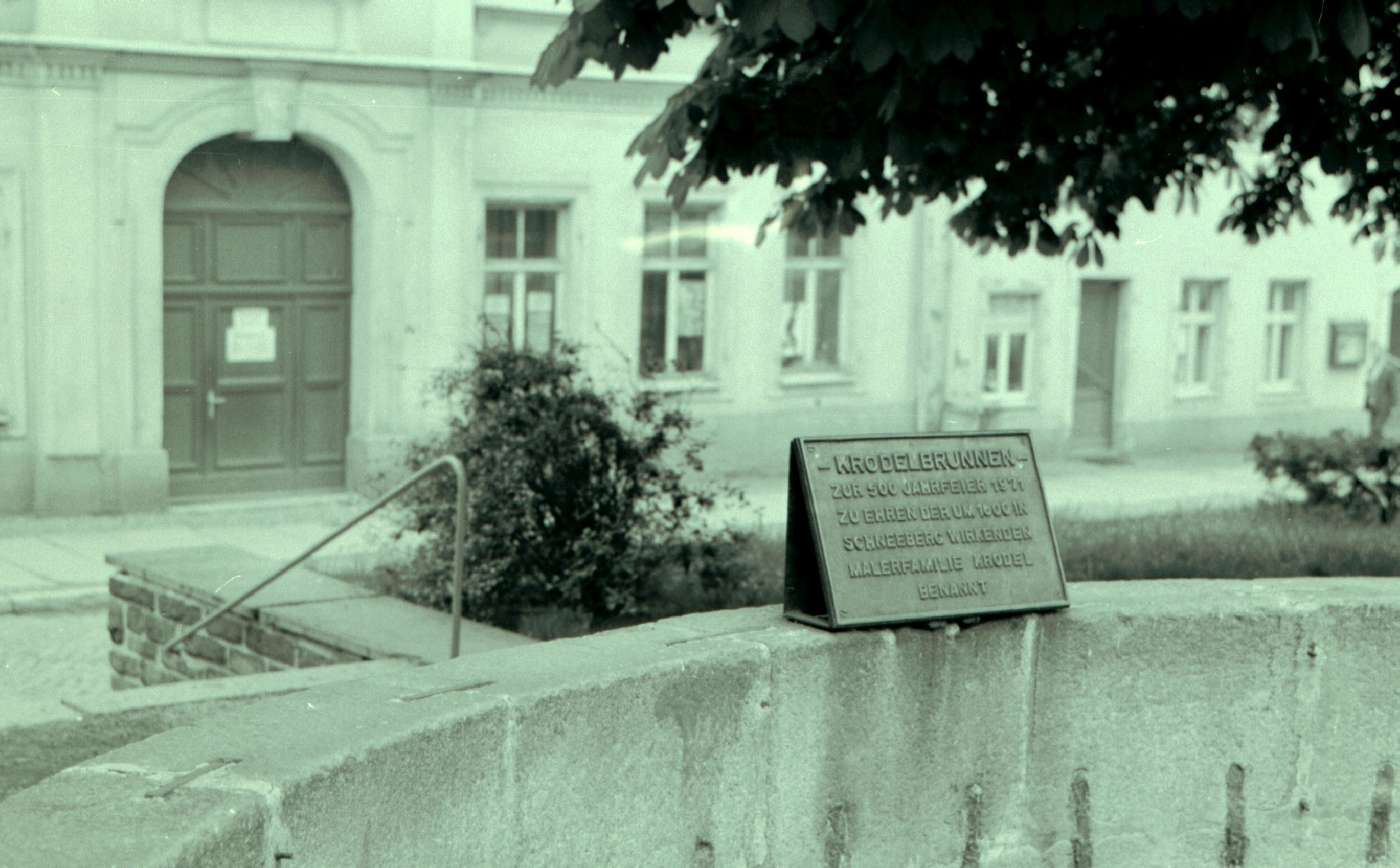
Gedenktafel des Krodelbrunnens auf dem Marktplatz 1971–2005

Der Krodelbrunnen (auch Fürstenbrunnen) war ein Brunnen auf dem Fürstenplatz von Schneeberg.
Den Namen trug er in Gedenken an die Malerfamilie Krodel, an ihre Werke in der St.-Wolfgangs-Kirche und für die 500-Jahr-Feier der Stadt. Der Brunnen wurde im Rahmen der Neugestaltung des Fürstenplatzes Ende 2005 abgerissen und durch einen neuen Springbrunnen ersetzt.
Der schmucklose, runde Brunnen war mit einer Brüstung aus Werksteinen gesetzt. Am Brunnen prangte von 1971 bis 2005 eine Gedenktafel mit der Aufschrift: - KRODELBRUNNEN - / ZUR 500 JAHRFEIER 1971 / ZU EHREN DER UM 1600 IN / SCHNEEBERG WIRKENDEN / MALERFAMILIE KRODEL / BENANNT.
Koordinaten: 50° 35′ 46″ N, 12° 38′ 26″ O